# Коваленко Юрій Васильович
Юрій Васильович Коваленко (нар. 31 травня 1952, Дніпропетровськ — пом. 15 квітня 2011) — український тренер з академічного веслування, Заслужений тренер України, Член Української колегії спортивних суддів, найкращий тренер 2009 року з Олімпійських видів спорту м. Дніпропетровська.

## Біографія
Закінчив Дніпропетровський індустріальний технікум за спеціальністю технік-електрик. Займався академічним веслуванням. Досяг звання майстер спорту. Став тренером. Паралельно з тренерською діяльністю закінчив Київський державний інститут фізичної культури і спорту.
Усе життя пропрацював на дніпропетровській водній базі Дніпропетровського індустріальниого технікуму (нині — база Дніпропетровської ШВСМ). Виховав багато спортсменів від 1 розряду до Заслуженого майстра спорту, серед яких бронзові призерки чемпіонату Європи Ганна Кравченко та Ганна Куценко, призерка чемпіонату світу, триразова чемпіонка Європи, учасниця Олімпійських ігор Катерина Тарасенко.
Заслуги Юрія Коваленко відзначені високими державними та відомчими нагородами.
Помер 15 квітня 2011 на 59-му році життя після тривалої хвороби.